# Incognito (album d'Amanda Lear)
Pour les articles homonymes, voir Incognito.
Albums de Amanda Lear
Diamonds for Breakfast Tam-Tam
Incognito est le cinquième album studio d'Amanda Lear sorti en 1981. Il a été enregistré aux studios Arco-Studios de Munich entre novembre 1980 et février 1981.
À l'instar de l'album Sweet Revenge (1978), Incognito est un album concept construit sur le thème des sept péchés capitaux. Les titres 2 à 4 sont enchaînés et forment un medley de 11 min 41 s. On peut remarquer qu'Amanda Lear ajoute quatre péchés capitaux : à savoir l'indifférence, la bureaucratie, la peur et la nostalgie.
La paresse est représentée par la première chanson Hollywood is just a dream when you're seventeen (Hollywood est juste un rêve quand vous avez dix-sept ans) qui est un titre accrocheur et pessimiste dans le style pop mid-tempo. Amnesia est une chanson d'amour arrangée avec des échos percutants qui traite de l'indifférence, tandis que la bureaucratie est abordée dans Red Tape, chanson rythmique qui contient quelques observations prophétiques, et dont le clip vidéo a été diffusé sur la chaîne MTV en 1981. Amanda Lear enchaine sur New York titre sur la peur et spéculant sur l'état de cette ville en 1990. Le nom de l'album Incognito est tiré des paroles de cette chanson. Sans aucun doute le point culminant de l'album est le mémorable Egal qui aborde l'orgueil. La nostalgie sous la forme d'une Berlin-Lady est une chanson triste avec la peur de vieillir. Les péchés de gourmandise, avarice et luxure sont examinées dans le Nymphomania. If I Was A Boy (à l'origine une chanson italienne) parle de l'envie. L'album s'achève avec la colère dans Made In France, une chanson rock avec un mélange de paroles en français et en anglais.
Pour promouvoir l'album en France, la chanson Égal est choisie comme single et bénéficie d'un clip vidéo, tout comme le second single choisi pour la France, Red Tape. En tout quatre clips vidéo issus de l'album ont été réalisés: Égal, dont le clip montre Amanda Lear assise à un café, Made in France qui la filme déambuler dans les rues de Paris, Red Tape, dans lequel elle joue au Rubik's Cube dans une ambiance futuriste, et Hollywood is Just A Dream When You're Seventeen dans lequel elle chante devant des images d'incrustation. Le clip de Red Tape a été diffusé sur MTV en 1981. 

## Titres
- Face A :

1. Laziness: Hollywood Is Just A Dream When You're Seventeen (Hanne Haller - Anthony Monn - Amanda Lear) 4 min 50 s
2. Indifference: Love Amnesia (E. Mule) 3 min 45 s
3. Bureaucracy: Red Tape (Anthony Monn / Amanda Lear) 3 min 28 s
4. Fear: New York (Francis Lai / Amanda Lear) 4 min 28 s

- Face B :

1. Pride: Égal (Anthony Monn / Amanda Lear) 3 min 25 s
2. Nostalgia: "Berlin Lady" (M. Stepstone / P. Dibbens) 3 min 22 s
3. Greed: Nymphomania (P. Macabal / M. Gouty) 3 min 27 s
4. Envy: If Was A Boy (W. Foini - original lyrics: A. Salerno - English lyrics.: Amanda Lear) 3 min 15 s
5. Anger: Made In France (P. Jaymes / Amanda Lear) 2 min 10 s

Durée totale : 32 min 17 s

### Editions alternatives
Sur les éditions sud-américaines, il y a :
- Égal qui est interprétée en espagnol et qui est titrée Igual,
- Berlin Lady interprétée en espagnol qui devient La Dama di Berlin,
- Nymphomania interprétée en espagnol qui devient Ninfomanía.

## L'album
- Basse: Gunther Gebauer
- Drums: Todd Canedy
- Guitares: Mats Bjorklund
- Moog Synthétiseur: Anthony Monn
- Keyboards & Synthétiseur: Geoff Bastow
- Voix: Amanda Lear
- Chœurs: Angelika Tiefenbock, Claudia Schwarz, Edith Prock, Herbert Ihle, Renate Maurer & Wolly Emperhoff
- Arrangements : Charly Ricanek
- Ingénieur du son : Frank von dem Bottlenberg
- Photographies pochette : Régine De Chivré
- Producteur : Anthony Monn

## Dédicaces
Une dédicace de l'artiste est mentionnée sur la pochette de l'album :
« Walking incognito behind my dark glasses in a future world not so far away I see the deadly sins.
Fighting to survive (it is the law of the jungle) we meet with envy, violence, greed, fear, indifference and even bureaucracy and nostalgia, this favorite sin of mine which helps to accept the future... Amanda Lear 1981. »
Dédicace qui peut être traduit comme suit : « Marcher incognito derrière mes lunettes noires dans un monde futur proche, je vois les péchés capitaux.
Lutter pour survivre (c'est la loi de la jungle), nous rencontrons avec l'envie, la violence, la cupidité, la peur, l'indifférence et même la bureaucratie et la nostalgie, ce péché favori de l'aspect qui aide à accepter l'avenir ... Amanda Lear 1981. »
Et une autre dédicace citant Robert Sheckley : « Hell Is Who (Where) You Really Are » Robert Sheckley.
Dédicace pouvant être traduite comme suit : « L'enfer est qui (où) vous êtes vraiment »

## Anecdotes
- Le titre New York a été enregistré à l'origine par le compositeur Francis Lai qui l'a inclus sur son album de 1980 Paris, New York.
- Les droits sur le back catalogue Ariola-Eurodisc sont actuellement détenues par Sony BMG Music Entertainment. En Russie en 2001, les droits d'Incognito ont été libérés pour qu'il puisse apparaitre sur un CD de compilation de milieu de gamme combiné avec l'album de 1977 I Am a Photograph. Excepté ce CD russe; Incognito reste à ce jour inédit sur disque compact dans le reste du monde.

## Production
| Format   | Pays        | Label    | Référence   | Date de sortie |
| -------- | ----------- | -------- | ----------- | -------------- |
| Vinyle   | Allemagne   | Ariola   | 203 450-320 | 1981           |
| Cassette | Allemagne   | Ariola   | 403 450-352 | 1981           |
| Vinyle   | Espagne     | Ariola   | I-203450    | 1981           |
| Vinyle   | France      | Arabella | 203.450     | 1981           |
| Vinyle   | Grèce       | Ariola   | 6483 322    | 1981           |
| Vinyle   | Italie      | Ariola   | ARL 3155    | 1981           |
| Vinyle   | Pays-Bas    | Ariola   | 203 450     | 1981           |
| Vinyle   | Suède       | Ariola   | 203.450.    | 1981           |
| Vinyle   | Yougoslavie | RTB      | 2220717     | 1981           |
| CD       | Russie      | Maximum  | 0103-1078   | 2001           |

## Classements
| Classements (1981) | Meilleure position |
| ------------------ | ------------------ |
| Norvège            | 19                 |
| Suède              | 28                 |

## Singles extraits de l'album
- 1981: Ça M'est Égal / Made In France ( France – Arabella 102296)
- 1981: Égal / If I Was A Boy ( Allemagne – Ariola 102 969 100) (#75 en Allemagne)
- 1981: Égal / If I Was A Boy ( Pays-Bas – Ariola 102 969 100)
- 1981: Égal / "If I Was A Boy" ( Turquie – Türküola/Ariola 102 969)
- 1981: Igual (Égal – version en espagnol)
  - / Ninfomanía (Nymphomania – version espagnole)
  - ( Espagne – Ariola A-102 592 Promo)
- 1981: Love Amnesia / Nymphomania ( Italie – RCA Victor PB 6511)
- 1981: Hollywood Is Just A Dream (When You're Seventeen) / Égal ( Brésil – Ariola 103 472)
- 1981: Red Tape / New York (version française) *** ( France – Arabella 102 811)
- 1981: Nymphomania / Boy (If I Was A Boy) ( Suède – Ariola ARI 8105)
- 1982: Igual (Égal – version en espagnol) ** / Made In France ( Chili – Ariola ARS 10.091)
- 1982: Fever (J. Davenport – E. Cooley) – 3 min 36 s * / Red Tape ( Allemagne – Ariola 104 053-100)
- 1982: Fever * / Red Tape ( Espagne – Ariola B 104.053)
- 1982: Fever * / Red Tape ( Portugal – Ariola 5104 053)
- 1982: Fever * / Red Tape ( Brésil – Ariola)

- * Titre inédit ne faisant pas partie de l'album.
- ** Titre de l'album en version espagnole, également disponible en LP 33 tours sur l'édition sud-américaine.
- *** Titre de l'album en version française, non disponible en LP 33tours.